# Жаров, Александр Евгеньевич
Александр Евгеньевич Жаров (14 июня 1952 года, Тимонино, СССР) — российский политический деятель, в 1997—2001 годах председатель Московской областной думы.

## Биография
Родился 14 июня 1952 года в деревне Тимонино, СССР.
Окончил юридический факультет в нынешнем Тверском государственном университете.
В период с 1970 по 1978 года служил в Вооружённых силах СССР.
С 1985 по 1995 год являлся главой администрации[уточнить] Солнечногорского района. В данный момент, в администрации Солнечногорского района работает сын Александра — Артём на должности заместителя главы администрации Солнечногорского района.
В 2001 году был вновь избран депутатом Мособлдумы до 2005 года.
2006—2015 гг. — Уполномоченный по правам человека в Московской области.
2015—2017 гг. — заместитель Председателя Контрольно-счетной палаты Московской области
Женат, имеет двоих сыновей.

## Награды и почётные звания
- Заслуженный юрист Российской Федерации.
- Орден Почёта.
- Благодарность Президента Российской Федерации.
- Почётный гражданин Солнечногорского района